# Razorpay
 (mars 2023).
Razorpay (hindi : रेज़रपे) est une entreprise indienne de commerce en ligne basée à Bengaluru, Karnataka.

## Histoire
Razorpay a été lancé en[2014 par Harshil Mathur (PDG et cofondateur) et Shashank Kumar (M.D. et cofondateur). Harshil Mathur et Shashank Kumar sont des amis qui se sont rencontrés à l'IIT Roorkee (en). La société a réalisé sept acquisitions à ce jour.

## Financement
Razorpay a reçu des investissements de Tiger Global, Sequoia Capital India, GIC et Y Combinator. En 2021, im a une valorisation de 7,5 milliards de dollars après avoir reçu un financement de 375 millions de dollars.
Contrairement à d'autres startups indiennes, Razorpay est une entreprise extrêmement rentable.

## Devises prises en charge
Vous pouvez accepter les paiements de vos clients dans plus de 100 devises étrangères en utilisant la passerelle de paiement de Razorpay et d'autres produits tels que les pages de paiement, le bouton de paiement, les liens de paiement et les factures.
Razorpay prend actuellement en charge un large éventail de devises, notamment roupie indienne (INR), livre sterling (GBP), dollar américain (USD), euro (EUR), dollar de Singapour (SGD).